# 브르노 극장

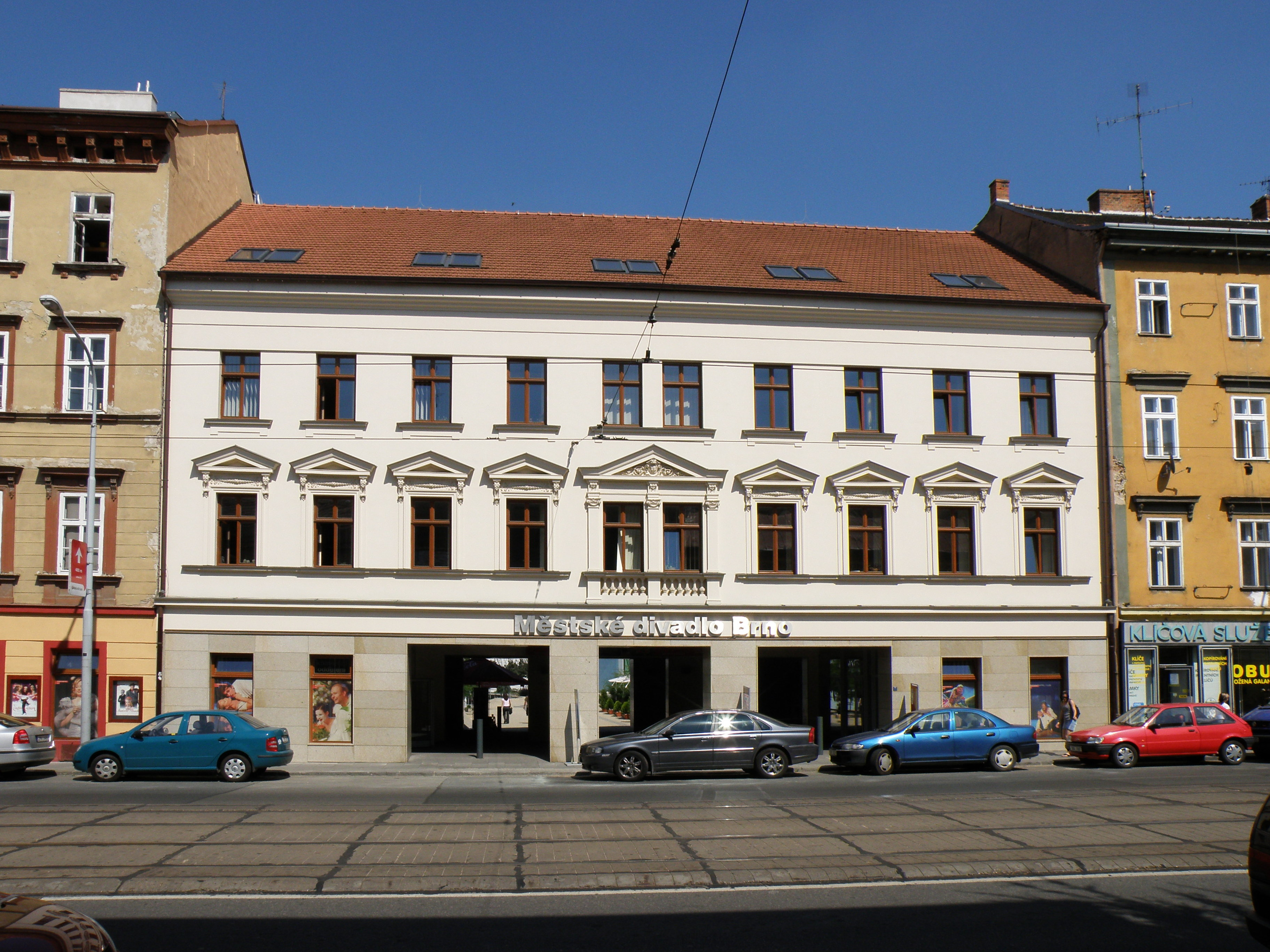
브르노 극장

브르노 극장(체코어: Městské divadlo Brno)은 체코 브르노에 위치한 극장이다.